# Sauvagesia
Ne pas confondre avec le rudiste Sauvagesia.
Genre
Classification APG III (2009)
Synonymes
Selon GBIF (11 mai 2022) :
- Iron P.Browne
- Lauradia Vand.
- Lavradia Roemer, 1796
- Lavradia Vell. ex Vand.
- Leitgebia Eichler
- Pentaspatella Gleason
- Roraimanthus Gleason
- Sauvagea L.
- Sauvagia St.-Lag.
- Sinia Diels
- Vausagesia Baill.

Sauvagesia est un genre de plantes à fleurs de la famille des Ochnaceae, comprenant 56 à 87 espèces, et dont l'espèce type est Sauvagesia erecta L., 1753. 
Le nom rend hommage au médecin et botaniste français François Boissier de Sauvages de Lacroix (1706-1767), l'un des premiers correspondants de Carl von Linné (1707-1778) en France.

## Liste d'espèces
Selon ITIS:
- Sauvagesia erecta L.

Selon GBIF (12 mai 2022) :
- Lavradia velloziana Vand. ex Steud., 1821
- Sauvagesia africana (Baill.) Bamps
- Sauvagesia aliciae Sastre
  - Sauvagesia aliciae subsp. aliciae 
  - Sauvagesia aliciae subsp. aratayensis Sastre
- Sauvagesia alpestris (Mart.) Zappi & E.Lucas
- Sauvagesia amoena Ule
- Sauvagesia angustifolia Ule
- Sauvagesia brevipetala Gilli
- Sauvagesia bryoclada Queiroz-Lima & D.B.O.S.Cardoso
- Sauvagesia capillaris (A.St.-Hil.) Sastre
- Sauvagesia congoensis Engl.
- Sauvagesia cryptothallis S.Nozawa
- Sauvagesia deflexifolia Gardner
- Sauvagesia elata Benth.
- Sauvagesia elegantissima A.St.-Hil.
- Sauvagesia erecta L.
  - Sauvagesia erecta subsp. brownei (Planch.) Sastre
  - Sauvagesia erecta subsp. erecta 
  - Sauvagesia erecta var. coriacea Sastre
- Sauvagesia ericoides (A.St.-Hil.) Sastre
- Sauvagesia erioclada Maguire & Phelps
- Sauvagesia falcisepala Sastre
- Sauvagesia ferrugenia A.St.-Hil.
- Sauvagesia fruticosa C.Mart.
- Sauvagesia glandulosa (A.St.-Hil.) Sastre
- Sauvagesia guianensis (Eichler) Sastre
  - Sauvagesia guianensis subsp. araracuarensis Sastre
  - Sauvagesia guianensis subsp. guianensis
- Sauvagesia imthurniana (Oliv.) Dwyer
- Sauvagesia insignis (Ule) Sastre
- Sauvagesia insolita Queiroz-Lima & D.B.O.S.Cardoso
- Sauvagesia laciniata Sastre
- Sauvagesia lagevianae D.B.O.S.Cardoso
- Sauvagesia lanceolata Sastre
- Sauvagesia linearifolia A.St.-Hil.
  - Sauvagesia linearifolia subsp. linearifolia A.St.-Hil.
  - Sauvagesia linearifolia subsp. venezuelensis Maguire & Wurdack
- Sauvagesia longifolia Eichler
- Sauvagesia longipes Steyerm.
- Sauvagesia macrocarpa (Sastre)
- Sauvagesia muriculata (Maguire & Wurdack)
- Sauvagesia nitida Zappi & E.Lucas
- Sauvagesia nudicaulis Maguire & Wurdack
- Sauvagesia oliveirae Harley & Giul.
- Sauvagesia paganuccii D.B.O.S.Cardoso & Harley
- Sauvagesia paniculata D.B.O.S.Cardoso & A.A.Conc.
- Sauvagesia paucielata Sastre
- Sauvagesia pulchella Planch.
- Sauvagesia pulchella Planch. ex Seem.
- Sauvagesia racemosa A.St.-Hil.
- Sauvagesia ramosa (Gleason) Sastre
- Sauvagesia ramosissima Spruce ex Eichler
- Sauvagesia rhodoleuca (Diels) M.C.E.Amaral
- Sauvagesia ribeiroi Harley & Giul.
- Sauvagesia roraimensis Ule
- Sauvagesia rubiginosa A.St.-Hil.
- Sauvagesia semicylindrifolia Sastre
- Sauvagesia setulosa Queiroz-Lima & D.B.O.S.Cardoso
- Sauvagesia spicata (Glaz. ex Dwyer) Queiroz-Lima & D.B.O.S.Cardoso
- Sauvagesia sprengelii A.St.-Hil.
  - Sauvagesia sprengelii var. capilipes Huber, 1915
  - Sauvagesia sprengelii var. sprengelii
- Sauvagesia tafelbergensis Sastre
- Sauvagesia tenella Lam.
- Sauvagesia vellozii (Vell. ex A.St.-Hil.) Sastre
- Sauvagesia vellozoi (Vell. ex A.St.-Hil.) Sastre

Selon Tropicos (12 mai 2022) (Attention liste brute contenant possiblement des synonymes) :
- Sauvagesia adima Aubl., 1775
- Sauvagesia africana (Baill.) Bamps, 1967
- Sauvagesia aliciae Sastre, 1978
- Sauvagesia alpestris (Mart.) Zappi & E. Lucas, 2002
- Sauvagesia amoena Ule, 1915
- Sauvagesia angustifolia Ule, 1915
- Sauvagesia bellidifolia (Engl. & Gilg) Erdtman, 1952
- Sauvagesia brevipetala Gilli, 1981
- Sauvagesia brownei Planch. ex Urb., 1908
- Sauvagesia brownei Planch. ex Linden & Planch., 1863 [1874-1875]
- Sauvagesia bryoclada Queiroz-Lima & D.B.O.S. Cardoso, 2018
- Sauvagesia capillaris (A. St.-Hil.) Sastre, 1971
- Sauvagesia congoensis Engl., 1900
- Sauvagesia cryptothallis S. Nozawa, 2010
- Sauvagesia deficiens A.C. Sm., 1939
- Sauvagesia deflexifolia Miq. ex Eichler, 1871
- Sauvagesia deflexifolia Gardner, 1842
- Sauvagesia duckei Sleumer, 1937
- Sauvagesia duidae Steyerm., 1952
- Sauvagesia elata Benth., 1842
- Sauvagesia elegantissima A. St.-Hil., 1822
- Sauvagesia erecta Aubl., 1775
- Sauvagesia erecta L., 1753
- Sauvagesia ericoides (A. St.-Hil.) Sastre, 1971
- Sauvagesia ericoides Ging., 1824
- Sauvagesia erioclada Maguire & K.D. Phelps, 1952
- Sauvagesia falcisepala Sastre, 1986
- Sauvagesia ferrugenia A. St.-Hil.
- Sauvagesia floribunda A. Chev., 1938
- Sauvagesia fruticosa Mart., 1824
- Sauvagesia geminiflora DC., 1824
- Sauvagesia glandulosa (A. St.-Hil.) Sastre, 1971
- Sauvagesia gracilis Ule, 1915
- Sauvagesia gracilis Steud., 1841
- Sauvagesia grandifolia Dwyer, 1945
- Sauvagesia guianensis (Eichler) Sastre, 1970
- Sauvagesia imthurniana (Oliv.) Dwyer, 1940
- Sauvagesia inconspicua Dwyer, 1939
- Sauvagesia insignis (Ule) Sastre, 1971
- Sauvagesia insolita Queiroz-Lima & D.B.O.S. Cardoso, 2017
- Sauvagesia kappleri Miq., 1850 [1851]
- Sauvagesia laciniata Sastre, 1981
- Sauvagesia lagevianae D.B.O.S. Cardoso, 2011
- Sauvagesia lanceolata Sastre, 1997
- Sauvagesia laxa Mart., 1824
- Sauvagesia linearifolia A. St.-Hil., 1823
- Sauvagesia longifolia Eichler, 1871
- Sauvagesia longipes Steyerm., 1952
- Sauvagesia marahuacensis Steyerm., 1987
- Sauvagesia microphylla Urb., 1925
- Sauvagesia miniata Steyerm., 1952
- Sauvagesia nana Ule, 1915
- Sauvagesia nitida Zappi & E. Lucas, 2002
- Sauvagesia nudicaulis Maguire & Wurdack, 1961
- Sauvagesia nutans Pers., 1805
- Sauvagesia oliveirae Harley & Giul., 2005 [2006]
- Sauvagesia ovata Mart., 1824
- Sauvagesia paganuccii D.B.O.S. Cardoso & Harley, 2015
- Sauvagesia paniculata D.B.O.S. Cardoso & A.A. Conc., 2008
- Sauvagesia paucielata Sastre, 1971
- Sauvagesia pendula Mart. ex Ging., 1824
- Sauvagesia peruviana Roem. & Schult., 1819
- Sauvagesia pulchella Planch. ex Seem., 1852
- Sauvagesia pusilla Mart., 1824
- Sauvagesia racemosa A. St.-Hil., 1823
- Sauvagesia ramosa (Gleason) Sastre, 1970
- Sauvagesia ramosissima Spruce ex Eichler, 1871
- Sauvagesia rhodoleuca (Diels) M.C.E. Amaral, 2007
- Sauvagesia ribeiroi Harley & Giul., 2005 [2006]
- Sauvagesia roraimensis Ule, 1915
- Sauvagesia rosacea Ule, 1915
- Sauvagesia rubiginosa A. St.-Hil., 1823
- Sauvagesia salicifolia Ging., 1824
- Sauvagesia salzmannii Benth. ex Eichler, 1871
- Sauvagesia semicylindrifolia Sastre, 1981
- Sauvagesia serpyllifolia Mart., 1824
- Sauvagesia serrata (Korth.) Sastre, 1971
- Sauvagesia setulosa Queiroz-Lima & D.B.O.S. Cardoso, 2017
- Sauvagesia smithiana Dwyer, 1945
- Sauvagesia spicata (Glaz. ex Dwyer) Queiroz-Lima & D.B.O.S. Cardoso, 2018
- Sauvagesia sprengelii A. St.-Hil., 1823
- Sauvagesia stenophylla Urb., 1925
- Sauvagesia striata Gleason & Dwyer, 1939
- Sauvagesia surinamensis Miq., 1844 [1845]
- Sauvagesia tafelbergensis Sastre, 1970
- Sauvagesia tenella Lam., 1797
- Sauvagesia vellozii (Vell. ex A. St.-Hil.) Sastre, 1971